# Kim Hwan-jin
Kim Hwan-jin  (* 15. März 1983 in Südkorea) ist ein ehemaliger südkoreanischer Boxer im Halbfliegengewicht. 

## Profikarriere
Im Jahre 1977 begann er erfolgreich seine Profikarriere. Am 19. Juli 1981 boxte er erfolgreich gegen Pedro Flores um den Weltmeistertitel des Verbandes WBA und siegte durch K. o. Diesen Gürtel verlor er allerdings bereits in seiner zweiten Titelverteidigung im Dezember desselben Jahres an Katsuo Tokashiki.
Im Jahre 1983 beendete er seine Karriere.